# لولوه صالح الملا
لولوه ملا صالح محمد الملا ، شخصية سياسية كويتية بارزة وناشطة في مجال حقوق المرأة والإنسان والمجتمع المدني، حاصلة على شهادة البكالوريوس في الآداب/ اللغة الإنجليزية من جامعة الكويت عام 1976. ترأست الجمعية الثقافية الاجتماعية النسائية منذ عام 2013 حتى عام 2024، وتولت منصب أمين سر الجمعية الثقافية الاجتماعية النسائية منذ عام 1991 حتى عام 2012.

## العضويات في الجمعيات والهيئات الأهلية
- رئيس مجلس إدارة الجمعية الثقافية الاجتماعية النسائية مُنذ عام 2013 – حتى عام 2024.
- أمينة سر الجمعية الثقافية الاجتماعية النسائية مُنذ عام 1991—حتى عام 2012.
- عضو في اللجنة الاستشارية لمنظمات المجتمع المدني للدول العربية للجنة الأمم المتحدة للمرأة ومقرها القاهرة 2013.
- عضو مؤسس وعضو مجلس إدارة الجمعية الكويتية للدفاع عن المال العام.
- عضو جمعية الخريجين الكويتية.
- عضو مؤسس لجنة كويتيون لأجل القدس (لجنة مشتركة بين الجمعية الثقافية النسائية وجمعية الخريجين الكويتية)، ورئيس للجنة خلال الفترة من 2002 إلى 2010.
- عضو لجنة أهالي الأسرى والمرتهنين الكويتيين من عام 1993 وحتى 1994.
- عضو جمعية حقوق الإنسان الكويتية.
- عضو جمعية الهلال الأحمر الكويتي.
- عضو مؤسس لجنة التآخي الكويتية العراقية، ورئيسة لجنة العلاقات الشعبية فيها 2003.
- عضو لجنة تهيئة بيئة تشريعية لتمكين المرأة اجتماعياً في الإدارة القانونية في وزارة الشؤون الاجتماعية/دولة الكويت 2014 – 2015.
- رئيسة لجنة المرأة والطفل في اللجنة الكويتية للعمل الشعبي في القاهرة، أثناء إقامتها في جمهورية مصر العربية خلال الغزو الغاشم 1990.

## التكريمات
- حاصلة على "وسام جوقة الشرف برتبة ضابط" من الجمهورية الفرنسية عام 2017. لدورها البارز في تمكين المرأة للمطالبة بحقوقها السياسية والاقتصادية والاجتماعية.
- حاصلة على جائزة العالم الإسلامي ”رانيا“ من ماليزيا عام 2019 لإسهاماتها تجاه القضايا الإنسانية وقضايا حقوق المرأة في الكويت والعالم الإسلامي.
- تسلمت جائزة النساء صانعات التغيير في بلدانهن عن المرأة الكويتية عام 2006 من منظمة (Vital Voices) وهي أكبر منظمة نسائية أمريكية في واشنطن في الولايات المتحدة الأمريكية.
- كُرمت من الإتحاد العام لطلبة الكويت لمساهمتها في أول مؤتمر تأسيسي لإتحاد طلبة الكويت في دولة الكويت عام 1969م.
- تم اختيار أ. لولوه الملا عضو في المجموعة الاستشارية لمنظمات المجتمع المدني للدول العربية (هيئة الأمم المتحدة للمرأة للدول العربية) في القاهرة عاميّ 2013 و 2014.
- كُرمت بمناسبة يوم المرأة الكويتية من قبل مدينة ضاحية عبد الله السالم الصحية إلى جانب مجموعة من سيدات الاعمال الرائدات في المنطقة في 16/5/2023.
- كرمت من قبل رابطة الإجتماعيين الكويتية لجهودها في مجال العمل التطوعي والإنساني، وذلك أثناء افتتاح "ديوان المرأة الاجتماعي في الرابطة" إلى جانب المربية الفاضلة دلال بشر الرومي في 29/5/2024.

## في مجال العمل الإجتماعي
- شاركت في أول مؤتمر تأسيسي لإتحاد طلبة الكويت في دولة الكويت عام 1969م
- ناشطة في مجال العمل الإجتماعي الأهلي لأكثر من ربع قرن.
- تساهم في العديد من الأعمال الخيرية داخل وخارج دولة الكويت، حيث أشرفت على فعاليات الجمعية وحملاتها الخيرية مثل جمع التبرعات لمساعدة ضحايا زلزال بام ايران عام 2003 وضحايا الزلزال في اليابان عام 2011.
- ساهمت في إطلاق وتشغيل مشروع ورقتي للتمكين القانوني للمرأة الكويتية منذ عام 2012 حتى تاريخه.
- تلعب دوراً بارزاً في إطلاق المبادرات والحملات التي تطلقها مؤسسات المجتمع المدني الكويتية تجاه مختلف القضايا الطارئة المحلية والدولية، حيث ترأست اللجنة التنسيقية المنبثقة من 78 جمعية نفع عام كويتية عام 2015 لتعديل مقترح قانون جمعيات النفع العام.
- تساهم وبمبادرة شخصية في دعم الأسر المحتاجة والطلبة داخل الكويت وخارجها.
- ترأست لجنة كويتيون لأجل القدس وهي لجنة مشتركة بين جمعية الخريجين الكويتية والجمعية الثقافية الاجتماعية النسائية لعدة سنوات، حيث نفذت اللجنة أكثر من 11 مشروع تنموي وثقافي وصحي داخل مدينة القدس لمنع تهويدها.
- ناشطة في مجال المطالبة بحقوق المواطنة الكويتية المتزوجة من غير كويتي، حيث:  شاركت عام 1992 بتأسيس لجنة حقوق أسرة الكويتية المتزوجة بغير كويتي في الجمعية الثقافية الاجتماعية النسائية حيث تم إنشاء مكتب لرصد الحالات والمشاكل التي تتعرض لها المواطنة وأسرتها خصوصاّ مع تعقد الظروف المعيشية والإجتماعية والإقتصادية والقانونية بعد تحرير الكويت، ومن خلال أنشطة وفعاليات اللجنة العديدة وعقد اللقاءات مع المسؤولين وأصحاب القرار تمكنت اللجنة من تحقيق الكثير من المنجزات وتصحيح أوضاع الكثير من المواطنات وأزواجهن وأبنائهن، وشكلت لهن لجنة خماسية من قبل مجلس الوزراء تضم عدد من وزارات الدولة كالصحة والشؤون والداخلية والتربية لتذليل العقبات أمام المواطنات في وزارات الدولة.
- بادرت السيدة/ لولوه الملا بتأسيس (حملة انصاف أسرة المواطنة الكويتية المتزوجة بغير كويتي عام 2014) ولاتزال الحملة تعمل حتى الآن برئاسة أ. لولوه الملا وتضم في عضويتها 6 جمعيات نفع عام ومجموعتين تطوعيتين، للمطالبة بإنصاف أسرة المواطنة وحقوق أبنائها من حيث منحهم الإقامة الدائمة وحقهم في العمل وإقرار حق السكن للمواطنة وحق الأبناء في تملك عقار والدتهم من الميراث للعيش بكرامة في وطنهن، حيث بادرت الحملة بتقديم ثلاثة طعون أمام المحكمة الدستورية على قانون الرعاية السكنية عام 2017. وعقدت الكثير من اللقاءات على مدار السنوات مع رؤساء مجالس الأمة و النواب ولقاءات آخرى مع وزراء الداخلية ووكلاء وزارة الداخلية، لتتوج جميعها بلقاء سمو الأمير الشيخ مشعل الأحمد الجابر الصباح (حفظه الله) في يوم الثلاثاء الموافق 26/3/2024 لتتحقق المطالبات آواخر عام 2024 بمنح إلاقامة لمدة عشر سنوات لأبناء المواطنة الكويتية، وإقرار حقهم في تملك عقار والدتهم من الميراث.
- ناشطة في مجال المطالبة بالحقوق السياسية للمرأة الكويتية وهي أول كويتية ترفع أول قضية أمام المحكمة الإدارية بهدف الطعن بدستورية قانون الانتخاب الذي يحرم المرأة الكويتية من حقها في المشاركة السياسية خلال الأعوام  1999 - 2000. كما تولت قيادة الوقفات الإحتجاجية النسائية للمطالبة بإقرار الحق السياسي للمرأة الكويتية منذ ثمانيات القرن الماضي حتى نيل الحق عام 2005.
- ساهمت بدور بارز في حملات الجمعية الثقافية الاجتماعية النسائية الإعلامية وفعالياتها ومطالباتها الحثيثة بوصول المرأة الكويتية إلى سُدة القضاء خلال الأعوام 2015 و 2016 و 2017. وترأست عام 2017 وفد الجمعية النسائي للقاء رئيس المجلس الأعلى للقضاء لتقديم توصيات مؤتمر الجمعية الإقليمي للمرأة والقضاء الذي أستضاف 22 قاضية عربية لاستعراض تجاربهن ونجاحاتهن للدفع نحو الإسراع في تولي المرأة الكويتية سلك القضاء. وقد توجت هذه الجهود بتعيين 8 قاضيات كويتيات عام 2020.

## المشاركة في أهم المؤتمرات واللقاءات والإجتماعات
- ترأست الوفد النسائي لزيارة ألبانيا برفقة جمعية الهلال الاحمر الكويتي لتفقد مخيمات الكوسوفيين النازحين وتقديم المساعدات لهم أثناء محنتهم في 3 مايو 1999.
- ترأست وفد الجمعية الثقافية الاجتماعية النسائية لزيارة كوسوفو برفقة منظمة UNHCR لاستلام تسع مدارس والتي تم إعادة أعمارها في خمسة أقاليم في كوسوفو بمساهمة مالية من الجمعية الثقافية الاجتماعية النسائية في 9 أكتوبر 2000.
- شاركت في الوفد الشعبي الذي زار الجمهورية اللبنانية للتهنئة بتحرير الجنوب اللبناني من المحتل الصهيوني وذلك بتاريخ 9 يونيو 2000.
- شاركت في الإجتماع الاقليمي للمنظمات العربية غير الحكومية (بكين5+) للمساواة والتنمية والسلام المنعقد في العاصمة الأردنية عمان في الفترة من 10-11 فبراير 2000.
- شاركت ضمن الوفد الشعبي الكويتي كممثلة عن العنصر النسائي الذي زار الولايات المتحدة الأمريكية على اثر تفجيرات 11 سبتمبر 2001، لإيصال رسالة براءة الإسلام من الإرهاب.
- مثلت الجمعية في المؤتمر الثاني للإصلاح العربي "التجارب الناجحة" في مصر في الفترة من 12-14 مارس 2004.
- بدعوة شخصية من البرلمان الألماني وكممثلة عن دولة الكويت وبمشاركة 300 شخصية من الدول الأعضاء بجامعة الدول العربية، شاركت السيدة/ لولوه الملا في البند ستاغ الألماني (مؤتمر أيام العالم العربي) في مقر البرلمان الألماني خلال الفترة من 1-3/12/2004.
- ترأست الوفد الشعبي النسائي الكويتي لزيارة واشنطن - الولايات المتحدة الأمريكية على اثر إقرار الحقوق السياسية للمرأة الكويتية في 2005.
- شاركت في ندوة "تعزيز دور البرلمانيات العربيات في الحياة العامة" المنعقدة في أبوظبي – الإمارات العربية المتحدة في الفترة 30-31/5/2005.
- شاركت في المنتدى العربي الدولي حول إعادة التأهيل والتنمية في الأراضي الفلسطينية المحتلة نحو الدولة المستقلة" في بيروت لبنان في الفترة من 11-14/10/2005.
- شاركت في مؤتمر نجاحات المرأة وصنع القرار في مملكة البحرين بتاريخ 27/3/2006.
- شاركت في المنتدى الإقليمي نحو "تفعيل قرار مجلس الأمن رقم 1325 (المرأة – السلام – الأمن) في القاهرة في الفترة من 20-22/11/2006.
- بدعوة من وزارة الخارجية الألمانية شاركت أ. لولوه الملا في برنامج زيارة ألمانيا الاتحادية والذي أعدته وزارة الخارجية الألمانية بالتعاون مع معهد العلاقات الخارجية الألماني تحت شعار " المرأة في السياسة والاقتصاد والمجتمع والاعلام" في برلين خلال الفترة من 22-28/4/2007، وكان الهدف من البرنامج هو بناء شبكة تواصل وشراكة بين المشاركات والمؤسسات الألمانية، وقد شاركت في البرنامج وفود من تسع دول عربية.
- شاركت في المؤتمر الاقليمي الثالث للبرلمانيات العربيات تحت عنوان "تحقيق العدالة الجندرية في الحكم الديمقراطي" بتنظيم الاتحاد البرلماني العربي بالتعاون مع صندوق الأمم المتحدة الإنمائي للمرأة (اليونيفيم UNIFEM) في أبوظبي خلال الفترة من 14-15/5/2008.
- بدعوة من منظمة المرأة العربية شاركت أ.لولوه الملا في ورشة الخبراء لإعداد مؤشرات لإتفاقية القضاء على كافة أشكال التمييز ضد المرأة (سيداو) في القاهرة في الفترة 16-17/12/2008.
- ترأست الوفد الشعبي لزيارة فلسطين وذلك بدعوة من الحكومة الفلسطينية وبمناسبة اختيار مدينة القدس عاصمة للثقافة العربية في عام 2009.
- ترأست أ. لولوه الملا وفد ضم أعضاء لجنة كويتيون لأجل القدس، للقاء صاحب السمو الملكي الأمير طلال بن عبدالعزيز (رحمه الله) في الرياض بتاريخ 3/5/2010 بهدف تعزيز التعاون بين لجنة كويتيون لأجل القدس وبرنامج الخليج العربية الإنمائي "أجفند" ولتمويل مشاريع لمصلحة الشعب الفلسطيني. وقد كان هذا الاجتماع على إثر تلقي أ. لولوه الملا إتصال هاتفي من سمو الأمير طلال (رحمه الله) الذي أعرب فيه عن تقديره وإعجابه بما تقوم به اللجنة، وذلك بعد إطلاعه على المقابلة الصحفية للسيدة لولوه الملا في جريدة السياسة بتاريخ 31/1/2010 ودعا اللجنة الى الاجتماع في الرياض لدراسة كيفية تقديم وتمويل الدعم للجنة، وبالفعل قدمت اللجنة ثلاثة مشاريع تنموية وإنسانية مقدمة من جهات فلسطينية تعمل لأجل مصلحة الشعب الفلسطيني.
- شاركت في الاجتماع الإقليمي التشاوري حول إنشاء هيئة الأمم المتحدة للمرأة UN Women وكان ذلك بدعوة من صندوق الأمم المتحدة الإنمائي للمرأة (UNIFEM) في العاصمة الأردنية/عمان في 15/12/2010.
- شاركت في منتدى الأهداف الإنمائية للألفية فيما بعد عام 2015 تحت شعار "التنمية العربية" بدعوة من برنامج الأمم المتحدة الإنمائي (المكتب الإقليمي للدول العربية) في الأردن في الفترة من 10-11/4/2013.
- شاركت في اجتماعات الأمانة العامة للمجلس الأعلى للتخطيط والتنمية بشأن رؤية الكويت 2030 وفق أهداف التنمية المستدامة، حيث عُقدت العديد من الورش التي تستهدف المجتمع المدني في مقر الجمعية الثقافية الاجتماعية النسائية.
- شاركت في العديد من المؤتمرات والندوات والحلقات النقاشية والمنتديات الحكومية داخل دولة الكويت وخارجها (لايسعنا حصرها).